# بان كي مون
بان كي مون (الكورية: 반기문 ؛ هانجا: 潘基 文)،(13 يونيو 1944-) سياسي ودبلوماسي من كوريا الجنوبية، شغل منصب الأمين العام الثامن للأمم المتحدة بين عامي 2007 و2016. قبل أن يصبح أمينًا عامًا، كان بان دبلوماسياً في وزارة الشؤون الخارجية في كوريا الجنوبية وفي الأمم المتحدة. دخل السلك الدبلوماسي في العام الذي تخرج فيه من الجامعة، وتسلم أول منصب له في نيودلهي في الهند.
عمل بان كي مون كوزير خارجية كوريا الجنوبية بين عامي 2004 و 2006. وفي فبراير 2006 بدأ حملته الإنتخابية لمنصب الأمين العام، واعتُبر مرشحًا قليل الحظ لتولي هذا المنصب. بصفته وزير خارجية كوريا الجنوبية فقد كان قادرًا على السفر إلى جميع الدول الأعضاء في مجلس الأمن التابع للأمم المتحدة، وهي الخطوة التي حولته إلى المرشح الأول للحملة الإنتخابية.
في 13 أكتوبر 2006 انتُخب بان من قبل الجمعية العامة للأمم المتحدة ليكون الأمين العام الثامن للمنظمة. وفي 1 يناير 2007 تولى منصبه بشكل رسمي خلفًا لكوفي أنان. وبصفته الأمين العام الجديد للمنظمة فقد كان مسؤولاً عن العديد من الإصلاحات الرئيسية في عمليات حفظ السلام وممارسات التوظيف في الأمم المتحدة حول العالم. أما دبلوماسياً فقد اتخذ وجهات نظر قوية بشكل خاص حول ظاهرة الاحتباس الحراري، وضغط على القضية مرارًا وتكرارًا مع الرئيس الأمريكي جورج دبليو بوش، وفيما يتعلق بنزاع دارفور فقد نجح بان بإقناع الرئيس السوداني عمر البشير بالسماح لقوات حفظ السلام بدخول السودان.
حل بان في المرتبة 32 كأقوى الشخصيات في العالم بحسب القائمة التي نشرتها فوربس لأقوى الأشخاص في العالم في عام 2013 وهي أعلى مرتبة بين الكوريين الجنوبيين. في عام 2014 حصل بان على لقب ثالث أقوى رجل في كوريا الجنوبية بعد لي كون هي ولي جاي يونغ. في عام 2016 صنفت مجلة فورين بوليسي بان كواحد من أفضل 100 مفكر عالمي لجهوده في المساعدة على التصديق على اتفاقية باريس للمناخ وإنفاذها بعد أقل من عام من اعتمادها.
في 13 أكتوبر 2016 عُيِّن أنطونيو غوتيريش من قبل الجمعية العامة خلفًا لبان كي مون الذي انتهت ولايته في في 31 ديسمبر 2016. كان يُنظر إلى بان على نطاق واسع على أنه مرشح محتمل للانتخابات الرئاسية في كوريا الجنوبية لعام 2017، قبل أن يعلن في 1 فبراير أنه لن يترشح.
في 14 سبتمبر 2017، انتُخب بان رئيسًا للجنة السلوك باللجنة الأولمبية الدولية. في عام 2017 أيضًا شارك بان في تأسيس مركز بان كي مون غير الربحي للمواطنين العالميين. كما يشغل حاليًا منصب أستاذ في معهد جامعة يونسي للمشاركة والتمكين العالمي.

## السيرة الذاتية
ولد بان كي مون في كوريا الجنوبية. وعين الأمين العام الثامن للأمم المتحدة. يجلب معه إلى منصبه 37 عاماً من الخبرة، سواء في الحكومة أو على الساحة العالمية.
كان بان كي - مون، إبان انتخابه أميناً عاماً، يشغل في بلده منصب وزير الخارجية والتجارة. وخلال مدة عمله بالوزارة، أُسندت إليه وظائف تولاها في نيودلهي، وواشنطن العاصمة، وفيينا، كما أسندت إليه المسؤولية عن مناصب مختلفة، منها مستشار الرئيس للسياسة الخارجية، وكبير مستشاري الرئيس للأمن الوطني، ونائب وزير لتخطيط السياسات، والمدير العام للشؤون الأمريكية. وكانت الرؤية التي يستهدي بها طوال خدمته هذه، تتمثل في تمتع شبه الجزيرة الكورية بالسلام، مع قيامها بدور متعاظم في تحقيق السلام والرخاء في المنطقة، وفي العالم.
وتربطه بالأمم المتحدة روابط طويلة الأمد، تعود إلى عام 1975 حيث عمل فيه في شعبة الأمم المتحدة في وزارة الخارجية. واتسع نطاق عمله هذا على مر السنين، بتعيينه سكرتيرا أول بالبعثة الدائمة لجمهورية كوريا لدى الأمم المتحدة، في نيويورك، فمديرا لشعبة الأمم المتحدة بمقر وزارة الخارجية في سول، فسفيرا لبلاده في فيينا.
في عام 1999 حيث تولى رئاسة اللجنة التحضيرية لمنظمة معاهدة الحظر الشامل للتجارب النووية. وفي الفترة 2001-2002، التي عمل فيها رئيس ديوان خلال رئاسة جمهورية كوريا للجمعية العامة، قام بتيسير الاعتماد الفوري للقرار الأول للدورة، الذي أدان الهجمات الإرهابية التي وقعت في 11 أيلول/سبتمبر، كما اتخذ عددا من المبادرات الرامية إلى تعزيز أداء الجمعية، مما ساعد على تحويل الدورة التي بدأت أثناء أزمة وارتباك، إلى دورة اعتُمد فيها عدد من الإصلاحات المهمة.
شارك بنشاط في مسائل تتعلق بالعلاقات بين دولتي كوريا. وفي عام 1992، وبصفته المستشار الخاص لوزير الخارجية، عمل نائباً لرئيس اللجنة المشتركة للمراقبة النووية بين الشمال والجنوب، عقب اعتماد الإعلان المشترك التاريخي بشأن جعل شبه الجزيرة الكورية منطقة لا نووية. وفي أيلول/سبتمبر 2005، قام، بصفته وزيراً للخارجية، بدور قيادي في تحقيق اتفاق تاريخي آخر يهدف إلى تعزيز السلام والاستقرار في شبه الجزيرة الكورية، بفضل ما تم في المحادثات السداسية من اعتماد البيان المشترك بشأن تسوية المسألة النووية لكوريا الشمالية.

## عائلته
بان كي مون له ابن وابنتان من زوجته السيدة يو (بان) سون - تائك، التي التقى بها في المدرسة الثانوية عام 1962. إضافة إلى اللغة الكورية يتكلم اللغة الانكليزية والفرنسية وبعضاً من اللغة الألمانية واليابانية

## المؤهلات الدراسية
حصل على درجة البكالوريوس في العلاقات الدولية من جامعة سول الوطنية في عام 1970. وحصل في عام 1985 على درجة الماجستير في الإدارة العامة من معهد كندي لشؤون الحكم، بجامعة هارفرد.

### المسيرة الدبلوماسية
بعد تخرجه من الجامعة، حصل بان على أعلى الدرجات في امتحان الخدمة الخارجية الكوري. التحق بوزارة الخارجية في مايو 1970 وشق طريقه في السلم الوظيفي خلال سنوات دستور يوسين.
كان أول وظيفة خارجية لبان في نيودلهي بالهند، حيث شغل منصب نائب القنصل وأثار إعجاب العديد من رؤسائه في وزارة الخارجية بكفاءته. وبحسب ما ورد وافق بان على الإرسال إلى الهند بدلاً من الولايات المتحدة، لأنه في الهند سيكون قادرًا على توفير المزيد من الأموال لإرسالها إلى عائلته. في عام 1974 حصل على أول منصب له في الأمم المتحدة، كسكرتير أول لبعثة المراقبة الدائمة للجنوب (أصبحت كوريا الجنوبية دولة كاملة العضوية في الأمم المتحدة في 17 سبتمبر 1991). بعد اغتيال بارك تشونغ هي عام 1979، تولى بان منصب مدير شعبة الأمم المتحدة.

## انتقادات

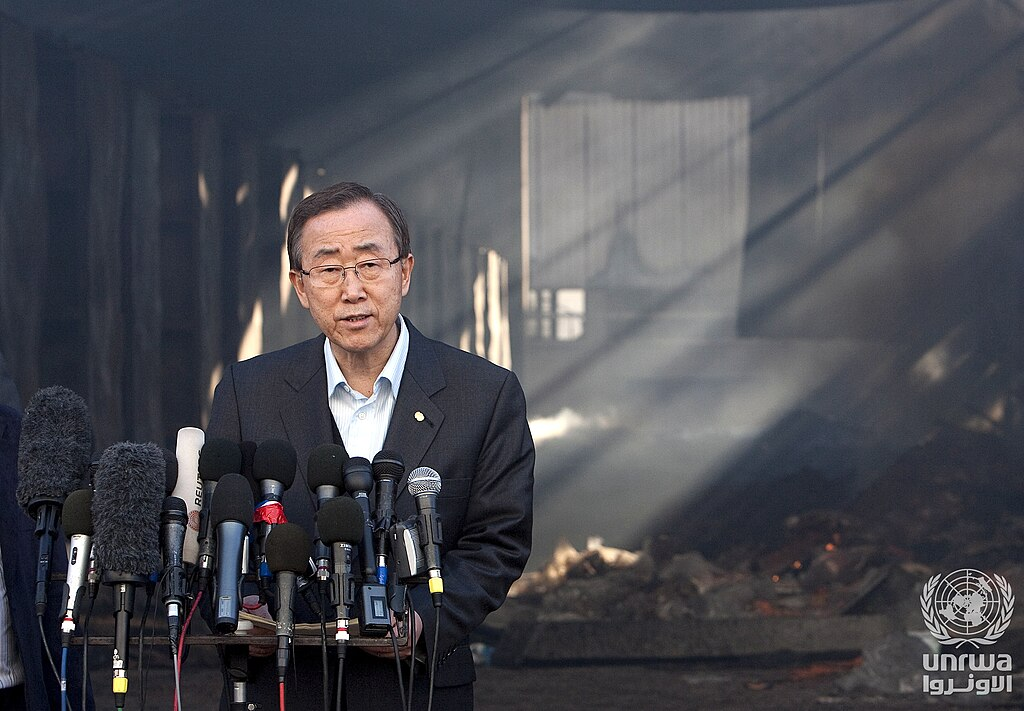
بان كي مون في زيارةٍ لغزة

وجهت الانتقادات لبان كي مون من قبل العديد من السياسيين والمفكرين الموظفين الدوليين، فمسؤولة مكتب خدمات المراقبة الداخلية المكلف بمكافحة الفساد في الأمم المتحدة إينغا بريت الينوس قدمت تقريرًا اتهمت فيه الأمين العام بإعاقة عامة، وخاطبت الأمين بان كي مون بالقول بأن أعماله ليست مؤسفة فقط، بل تستحق العقاب.
وفي تقريرها السنوي لعام 2010 انتقدت منظمة هيومان رايتس ووتش كي مون بشدة متهمةً إياه بالفشل في الدفاع عن حقوق الإنسان في الدول ذات «الأنظمة القمعية»، مما دفع مكتب الأمين العام للأمم المتحدة للدفاع عنه موضحاً أن بان كي مون «استخدم الدبلوماسية الهادئة كما أنه مارس ضغوطا من أجل وقف هذه الانتهاكات».

## الجوائز والمكافآت
حصل بان كي - مون على العديد من الجوائز والميداليات والأوسمة الوطنية والدولية. ومنح في عام 1975، وعام 1986، ثم في عام 2006 وسام الاستحقاق من الطبقة الأولى من جمهورية كوريا على خدمته لبلده.

## وصلات خارجية
- بان كي مون على موقع أوليمبيديا (الإنجليزية)
- الأمين العام للأمم المتحدة بان كي-مون: الصفحة الرسمية على موقع الأمم المتحدة
- بان كي مون على موقع IMDb (الإنجليزية)
- بان كي مون على موقع الموسوعة البريطانية (الإنجليزية)
- بان كي مون على موقع مونزينجر (الألمانية)
- بان كي مون على موقع إن إن دي بي (الإنجليزية)
- بان كي مون على موقع قاعدة بيانات الفيلم (الإنجليزية)
- بان كي مون أخبار متعلقة على موقع صحيفة الغارديان
- أخبار مُجمّعة وتعليقات عن بان كي مون في موقع صحيفة نيويورك تايمز.

| سبقه كوفي عنان | أمين عام الأمم المتحدة 2007 - 2016 | تبعه أنطونيو غوتيريس |